# Марія Каран
Марія Каран (серб. Марија Каран; нар. 29 квітня 1982 року, Белград, СФРЮ) — сербська акторка театру, кіно та телебачення. 

## Біографія
Марія Каран народилися 29 квітня 1982 року у Белграді. Каран працює на телебаченні та бере участь у кінематографічних проектах.

## Вибіркова фільмографія
- Севда для Каріма (2010)
- Хрестові походи. Темна реліквія (2010)
- Вуличний ходок (2004)